# Seun Kuti
Oluseun Anikulapo Kuti, dit Seun Kuti [ʃe-un], né le 11 janvier 1983, est un musicien nigérian.
Il est le plus jeune fils de Fela Kuti.

## Biographie
Seun Kuti est né le 11 janvier 1983. Il apprend le saxophone et le piano à l'âge de 8 ans et commence à jouer dans l'orchestre de son père, Egypt 80, comme choriste à l'âge de 9 ans ; il fait ensuite la première partie du spectacle. Il prend la relève de son père après son décès en 1997 et dirige actuellement cet orchestre comme chanteur et saxophoniste.
Seun Kuti est un artiste militant qui dénonce la corruption des personnalités politiques, l’élite économique et l’avidité des multinationales.

## Discographie
- Think Africa (Maxi 45 tours, 2007)
- Many Things (CD & Vinyle) 2008, Tôt ou tard)
- From Africa With Fury: Rise (CD & Vinyle) 2011, Because Music)
- A Long way to the beginning (CD & Vinyle) 2014, KFR)
- Black Times (CD & Vinyle) 2018